# Prefektura apostolska Tunxi
Prefektura apostolska Tunxi (łac. Apostolica Praefectura Siningensis chiń. 天主教屯溪监牧区) – rzymskokatolicka prefektura apostolska ze stolicą w Tunxi w prefekturze miejskiej Huangshan, w Chińskiej Republice Ludowej. Prefektura apostolska Tunxi nie wchodzi w skład żadnej metropolii, lecz podlega bezpośrednio władzy papieskiej.

## Historia
22 lutego 1937 roku z mocy decyzji Piusa XI, wyrażonej w bulli Supremum Nostrum erygowano prefekturę apostolską Tunxi. Dotychczas wierni z tych terenów należeli do wikariatu apostolskiego Wuhu (obecnie diecezja Wuhu).
Od zwycięstwa komunistów w chińskiej wojnie domowej w 1949 roku prefektura apostolska, podobnie jak cały prześladowany Kościół katolicki w Chinach, nie może normalnie działać. Z 1950 roku pochodzą ostatnie pełne, oficjalne kościelne statystyki. Prefektura apostolska Tunxi liczyła wtedy:
- 1 918 wiernych (0,2% społeczeństwa)
- 11 kapłanów (wszyscy zakonni)
- 7 parafii.

W 2001 roku podporządkowana komunistycznemu rządowi Konferencja Biskupów Kościoła Katolickiego w Chinach połączyła wszystkie jednostki kościelne w prowincji Anhui (czyli prefekturę apostolską Tunxi oraz archidiecezję Anqing i jej sufraganie diecezje Bengbu i Wuhu). W ich miejsce powstała diecezja Anhui obejmująca swym zasięgiem całą prowincję. Stolica Apostolska nie uznała tej decyzji.

## Prefekci apostolscy Tunxi
- o. José Fogued y Gil CMF[2] (24 kwietnia 1937 - 24 stycznia 1954)
- sede vacante (być może urząd prefekta sprawowali duchowni Kościoła podziemnego) (24 stycznia 1954 - nadal)